# Sistema Nacional de Informação e Documentação Agrícola
O Sistema Nacional de Informação e Documentação Agrícola (SNIDA) opera sob a forma cooperativa, da qual participam organizações de ensino, pesquisa e extensão rural, fornecendo documentos e publicações produzidos nas áreas da agropecuária, agrofloresta e agro-industrial. 
A CENAGRI (atual BINAGRI) mantém estreito relacionamento com sistemas e redes internacionais de informação documental agrícola, tais como: AGRIS, CARIS (Sistema Internacional de Informação sobre Pesquisa em Agricultura), administrados pela FAO e AGLINET ( Rede Internacional de Bibliotecas Agrícolas). Outras bases de dados do CENAGRI: BDTA - Base de dados sobre tecnologias Apropriadas ao meio rural; AGROINST - Endereços de instituições agrícolas.